# Ванкуверський квір-кінофестиваль

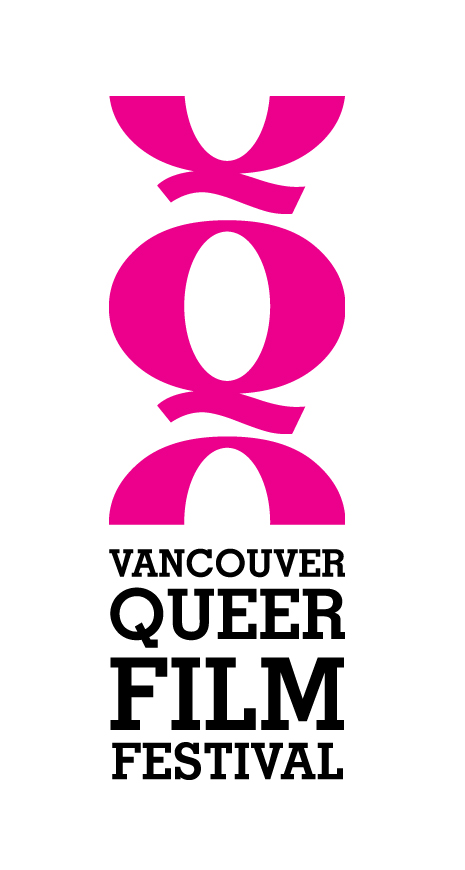
Логотип кінофестивалю

Ванкуверський квір-кінофестиваль (англ. Vancouver Queer Film Festival) — другий за величиною кінофестиваль у Ванкувері і найбільша у Західній Канаді квір-подія, яка проходить щорічно в Ванкувері, Британська Колумбія.
Кінофестиваль заснований організацією Ванкуверський кіноклуб Out On Screen. Проходить щорічно у серпні, починаючи з 1988 року. Завдання кінофестивалю полягає у пошуку нових й талановитих режисерів, що знімають фільми на ЛГБТ-тематику.

## Історія
Кінофестиваль був заснований в 1988 році організацією Ванкуверський кіноклуб Out On Screen, розпочинався як невеликий, громадський кінофестиваль в очікуванні прийому Ванкувером Гей-ігор в 1990 році. З тих пір, Out On Screen вже перетворилася на професійну мистецьку організацію з трьома ключовими програмними ініціативами.

## Нагороди
На фестивалі вручаються три нагороди:
- Глядацька нагорода за найкращий повнометражний фільм
- Меморіальна премія Джеррі Брюне
- OUTtv's Hot Pink Shorts TV show

## Переможці
| Рік  | Приз глядацьких симпатій за найкращий повнометражний фільм             | Меморіальна премія Джеррі Брюне                                                                                                  | OUTtv's Hot Pink Shorts TV show                      |
| ---- | ---------------------------------------------------------------------- | --- | ---------------------------------------------------- |
| 2006 | «Чужа шкіра» (Fremde Haut) реж. Анджеліна Маккароне Німеччина          | «Що Ви не розумієте коли я кажу „Я знов уходжу“» (What Don't You Understand About "I'm Leaving Again) реж. Амі Казимирчик Канада |                                                      |
| 2007 | «Притулок» (Shelter) реж. Іона Марковіц США                            | «Транс Нєптун» (Trans Neptune) реж. Метью Лонг Канада                                                                            |                                                      |
| 2008 | «Якби весь світ був моїм» (Were the World Mine) реж. Том Густафсон США | «Записуючи Землю» (Writing the Land) реж. Кевін Лі Бертон Канада                                                                 |                                                      |
| 2009 | «Я не можу думати прямо» (I Can't Think Straight) реж. Шамин Саріф США | «Наоко Сан» (Naoko-San) реж. РКА Мурхауз                                                                                         | «Припортовий» (The Portside) реж. Аерлін Вайсман США |
| 2010 | «Відкат» (Undertow) реж. Хав'єр Фуентес-Леон Перу Колумбія             | «Очікування 4 Голіафа» (Waiting 4 Goliath) реж. Кел Карінган Канада                                                              | «Сіськи Бутч» (Butch Tits) реж. Джен Кротерс Канада  |
| 2011 | «Тихий побут» (Gen Silent) реж. Стю Маддух США                         | «Любовний настрій» (Mood for Love) реж. Джейсон Карман США                                                                       |                                                      |
| 2012 | «Міа» (Mia) реж. Хав'єр Ван де Коутер Аргентина                        | «Вставте кредитку» (Insert Credit) реж. Девід Нгуен Канада                                                                       | «Джекі» (Jackie) реж. Хосе Ігнасіо Корреа Канада     |